# ミス・ユニバース1993
ミス・ユニバース1993（Miss Universe 1993、第42回ミス・ユニバース世界大会）は1993年5月21日にメキシコのメキシコシティのナショナル・オーディトリアムで開催された。大会の最後にプエルトリコのダヤナラ・トレスが優勝し、前年のタイトル保持者であるナミビアのミッチェル・マクリーンからミス・ユニバースの栄冠を授けられた。大会では79か国の代表が競った。日本からは志岐幸子が出場した。
これはディック・クラークが司会をした4度目で最後の大会であり、以前にミス・ユニバースで優勝したセシリア・ボロッコ（1987年）とアンヘラ・フィッサー（1989年）がカラーコメンテーターを務めた。
これはメキシコで開催された3度目の大会であり、1991年にルピタ・ジョーンズがメキシコ初のミス・ユニバース優勝者になった2年後であった。最後のテレビ放送前の数週間、 参加者たちは公式行事と観光を兼ねてカンペチェ州、オアハカ州、サカテカス州、ケレタロ州、メキシコシティのソチミルコ区を訪れた。
メキシコ代表のアンジェリーナ・ゴンザレスがナショナル・コスチューム審査で10位以内に残れず、本選の10人のセミファイナリストにも残れなかったため、大会は観衆のブーイングで混乱した。ブーイングは特にミス・ユニバース機構本部がある国、アメリカ代表のケニア・ムーアに向けられた。審査員が紹介される間、特にメキシコの審査員ホセ・ルイス・クエバスとミス・ユニバース1991優勝者ルピタ・ジョーンズが紹介された後に観衆のブーイングは高まった。観衆はその2人のせいでミス・メキシコが入賞出来なかったと見た。
その夜の最初の2つのイベント、水着審査とインタビュー審査の間ずっとブーイングは続いた。ナショナル・オーディトリアムの観衆はミッチェル・マクリーンと代表たちが『ゲット・オン・ユア・フィート』を歌い踊るミュージカル・ナンバーの後、やっと落ち着いた。全会場のブーイングは止み、イブニングガウン審査、審査員の質問、最後の質問、戴冠式は大きな支障なく続けられた。

## 最終結果

### 入賞者
| 最終結果             | 参加者 | 参加者 |
| -------------------- | --- | ------ |
| ミス・ユニバース1993 | - プエルトリコ – ダヤナラ・トレス（Dayanara Torres）                                                                                                |        |
| 第2位                | - コロンビア – パウラ・アンドレア・ベタンクール（Paula Andrea Betancur）                                                                            |        |
| 第3位                | - ベネズエラ – ミルカ・チュリーナ（Milka Chulina）                                                                                                  |        |
| トップ6              | - オーストラリア – ボニ・デルフォス（Voni Delfos） - インド – ナムラタ・シロドカル（Namrata Shirodkar） - アメリカ – ケニア・ムーア（Kenya Moore）  |        |
| トップ10             | - ブラジル – レイラ・クリスティーヌ・シュスター - チェコ – パブリーナ・バルブコバ - フィンランド – ターヤ・スムラ - スペイン – エウヘニア・サンタナ |        |

### 特別賞
- ガーナ - ミス・コンジニアリティ（ジャミラ・ハルナ・ダンズル）
- スペイン - ミス・フォトジェニック（エウヘニア・サンタナ）
- ノルウェー - ベスト・ナショナル・コスチューム（イネ・ベアテ・ストランド）